# Jutta Schausten
Jutta Schausten (4 de agosto de 1973-19 de enero de 2021) fue una deportista alemana que compitió en remo. Ganó una medalla de bronce en el Campeonato Mundial de Remo de 1995, en la prueba de cuatro sin timonel ligero.

## Palmarés internacional
| Campeonato Mundial | Campeonato Mundial  | Campeonato Mundial | Campeonato Mundial        |
| Año                | Lugar               | Medalla            | Prueba                    |
| ------------------ | ------------------- | ------------------ | ------------------------- |
| 1995               | Tampere (Finlandia) | Medalla de bronce  | Cuatro sin timonel ligero |